# أحادية اللغة

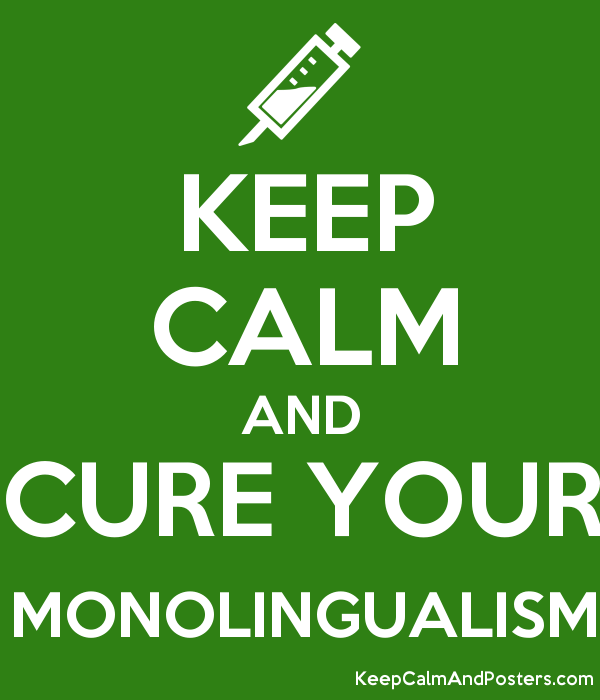

أحادية اللغة (باليونانية: μόνος monos أي وحده أو انفرادية + γλῶττα glotta أي الكلام أو اللغة) أو ما يطلق عليها بشكل أكثر شيوعا أحادي اللغة وهي شرط قدرة الشخص على تحدث لغة واحدة فقط وهي ضد التعددية اللغوية، وفي سياق اخر فإن (أحادية اللغة) قد تشير إلى سياسة اللغة التي تفرض لغة رسمية أو لغة وطنية على الآخرين.
قد تطلق أحادية اللغة أيضا على نص أو قاموس أو محادثة مكتوبة أو التي تجرى بلغة واحدة فقط وعن كيان تستخدم فيه لغة واحدة أو يعترف بها رسميا (وخاصة عند مقارنتها بكيانات ثنائية اللغة أو التعددية اللغوية أو بوجود أفراد يتحدثون لغات مختلفة). يجب الإشارة إلى أن أحادية اللغة يمكن أن تشير فقط إلى عدم قدرة الشخص من التحدث بعدة لغات. يفوق عدد المتحدثين متعددي اللغات بعدد أحاديي اللغة لسكان العالم.
أشارت سوزان رومان في كتابها «ثنائية اللغة» لعام 1995 إلى أنه من الغريب أن تجد كتاب بعنوان «أحادية اللغة» ويعكس هذا البيان الافتراض التقليدي بأن النظريات اللغوية غالبا ما تتخذ «أحادية اللغة على أنها القاعدة الأساسية». وبالتالي فإن أحادية اللغة نادرا ما تكون موضوعا للمنشورات العلمية حيث ينظر لها على أنها مفهوم غير مميز أو نمطي ويكون لديها إحساس بأنها أمر طبيعي وتعدد اللغات هو الاستثنائي.
عادة ما يكون الافتراض لأحادية اللغة معياري وينظر إليها على أنها لأحاديي اللغة الذين يتحدثون لغة عالمية مثل اللغة الإنجليزية. قال كريستال في عام (1987) أن هذا الافتراض اعتمد من قبل الكثيرون في المجتمع الغربي.
وقدم إدواردز تفسيرا في عام 2004 ادعى فيه من إمكانية تتبع الأدلة على «عقلية أحاديي اللغة» وفي القرن التاسع عشر في أوروبا عندما كانت الدولة ترتفع وكانت هناك مجموعة مسيطرة تتحكم بها [بحاجة لتوضيح] وكانت العقليات الأوروبية حول اللغة تنقل إلى مستعمراتها وبالتالي أدى إلى إدامة عقلية أحادية اللغة.
ويقول التفسير الآخر أن الدول التي تتحدث اللغة الإنجليزية هي «المنتجة والمستفيدة من اللغة الإنجليزية التي تعد لغة عالمية» ويميل السكان داخل هذه البلدان إلى أن يكونوا أحاديي اللغة.

## مقارنة مع التعددية اللغوية

### حجم المفردات والطلاقة اللفظية
بناء على دراسة حول الوصول إلى المعجم غالبا ما يحتفظ أحاديي اللغة بمفردات أكبر في اللغة الأخرى مقارنة بثنائيي اللغة، وهذا ما يزيد من كفاءة أحاديي اللغة عند استرجاع الكلمات. كما أن الوصول إلى الكلمات عند أحاديي اللغة أكثر من ثنائيي اللغة في اللغة الأخرى.
وفي مهام طلاقة الحروف كان أحاديي اللغة قادرين في الدراسة أيضا بأن يستجيبوا بكلمات أكثر لإشارة الحرف مقارنة بثنائيي اللغة ولكن هذا التأثير لم يكن ظاهرا في ثنائيي اللغة بدرجة مفردات عالية.
إن أداء أحاديي اللغة أيضا كان أفضل من ثنائيي اللغة في الطلاقة اللفظية أثناء الدراسة. وإذا كانت قدرات المفردات ذات قابلية أكثر للمقارنة فإن الكثير من الاختلافات ستختفي مما يشير إلى أن حجم المفردات قد يكون عاملا يدير أداء الشخص في الطلاقة اللفظية ومهام التسمية. كما وجدت نفس الدراسة أيضا أن ثنائيي اللغة ذو أداء أفضل من أحاديي اللغة في نسخة من المهمة التي تتطلب طلاقة في الحروف والتي وضعت طلبا أكبر على الرقابة التنفيذية وبالتالي فإنه عندما تم التحكم في قدرات المفردات تبين أن أداء ثنائيي اللغة كان أفضل في إمكانيات طلاقة الحروف من خلال العمليات التنفيذية الأمامية المعززة في الدماغ.
من المهم أن نلاحظ هنا أن الحجم الإجمالي للمفردات عند ثنائيي اللغة في كلتا اللغتين مجتمعتين كان معادل لأحاديي اللغة في لغة واحدة. في حين أن أحاديي اللغة قد تفوقوا في حجم المفردات في اللغة الواحدة التي يتحدثون بها ولكن محتوى المفردات لديهم ليس كبير. قد يكون لدى ثنائيي اللغة مفردات أقل في كل لغة على حدة ولكن عندما تجمع مفرداتهم كان حجم المحتوى مماثلا تقريبا لحجم مفردات أحاديي اللغة. كما أظهر الأطفال أحاديي اللغة عددا أكبر من المفردات التي سجلها أقرانهم ثنائيي اللغة ولكن لا تزال تزداد علامات المفردات عند ثنائيي اللغة مع تقدم العمر، تماما مثل درجات مفردات الأطفال أحاديي اللغة (كور وآخرون، 2011)، وعلى الرغم من وجود اختلاف في درجات المفردات فلم يكن هناك أي فرق على الإطلاق بين الأطفال أحاديي اللغة وثنائيي اللغة من حيث الحجم الكلي للمفردات والمكاسب الإجمالية للمفردات (كور وآخرون، 2011) فالأطفال ثنائيي اللغة والأطفال أحاديي اللغة لديهم حجم المفردات متماثل ويكتسبون علم متماثل للمفردات أيضا.

### الأداء الإبداعي
في اختبار دراسة الأداء الإبداعي في سنغافورة والذي شمل الأطفال أحاديي اللغة وثنائيي اللغة وجد الباحثون أن أداء أحاديي اللغة كان أفضل في الطلاقة والمرونة من ثنائيي اللغة، ومع ذلك فقد انعكست النتيجة في اختبارات الأصالة والتفصيل.

### السلامة العقلية
تبين في دراسة حديثة أخرى أجريت في كندا أن أحاديي اللغة كانت حالتهم أسوأ في بداية مرحلة الشيخوخة مقارنة بثنائيي اللغة  كما يبدو أيضا في الدراسة أن كونك ثنائيي اللغة مرتبط بتأخير الخرف بمقدار أربع سنوات مقارنة بأحاديي اللغة. حيث أظهرت أحدث أعمال بياليستوك أيضا أن مدى حياة ثنائيي اللغة يمكن أن يؤخر ظهور أعراض الخرف.
كما يُعتقد أن ثنائية اللغة تساهم في الاحتياطي المعرفي من خلال منع آثار التأخر المعرفي وإطالة ظهور الأمراض مثل الخرف. وتشير فكرة الاحتياطي المعرفي إلى أن المشاركة في تحفيز النشاط البدني أو العقلي تحافظ على الأداء المعرفي (بياليستوك وآخرون، 2012) وفي هذه الحالة فإن معرفة أكثر من لغة تشبه تحفيز النشاط العقلي. ومن أجل اختبار ما إذا كانت ثنائية اللغة تساهم في الاحتياطي المعرفي أم لا، بياليستوك وآخرون نظروا في عام 2012 إلى سجلات المستشفى بين البالغين أحاديي اللغة وثنائيي اللغة الذين يعانون من الخرف، فوجد الباحثون أن البالغين المسنين ثنائيي اللغة شُخصوا على أنهم يعانون من الخرف بعد حوالي ثلاث إلى أربع سنوات من البالغين أحاديي اللغة. كُررت النتائج وتُحقق من صحتها مع التحكم في العوامل الخارجية وفي الواقع فقد ساعدت العوامل الخارجية دائما أحاديي اللغة مثل: الوضع الاجتماعي والاقتصادي والاختلافات الثقافية مما يجعل الحجة تشير إلى أن ثنائيي اللغة أقوى في الاحتياطي المعرفي (بياليستوك وآخرون، 2012). يعزز هذا الاكتشاف حقيقة أن ثنائيي اللغة يتمتعون بميزة بسبب قدرتهم على التحدث بلغتين وهذا ليس بسبب العوامل الخارجية فحسب فإن التفسير المحتمل لهذه الظاهرة هو أن معرفة لغات متعددة تحافظ على حالة تأهب الدماغ وبالتالي يكون هناك إدراك عقلي أكبر لفترة أطول من الزمن.

### العاطفة والسلوك
أشارت دراسة أجريت مع أطفال في سنوات دراستهم المبكرة إلى وجود فوائد عاطفية وسلوكية لكونهم ثنائيي اللغة. حيث أظهرت النتائج في نفس الدراسة إلى أن الأطفال أحاديي اللغة وخاصة غير المتحدثين باللغة الإنجليزية يعرضون نتائج سلوكية وعاطفية أكثر سوءًا في سنوات الدراسة حيث إن الأطفال أحاديي اللغة غير المتحدثين بالإنجليزية لديهم مستوى أعلى من المشاكل السلوكية الخارجية والداخلية في الصف الخامس (حوالي 10-11 عامًا). وعلى الرغم من أن الأطفال اللذين تم قياسهم جميعا لديهم مستويات متشابهة من المشاكل الداخلية والخارجية في البداية [بحاجة لتوضيح]. وفي المقابل عُثر على أن الأطفال الذين يتحدثون لغتين بطلاقة وغير المتحدثين باللغة الإنجليزية هم الغالبين ولديهم مستوى أقل من المشاكل السلوكية. يقترح الكتاب أن أحادية اللغة عامل خطر ولكن إذا كان هناك بيئة مدرسية داعمة مع معلمين ذوي الخبرة في ESL (الإنجليزية كلغة ثانية) سيكون للأطفال مزاج عاطفي أفضل.

### أداء الذاكرة
في دراسة أجريت في جامعة فلوريدا والتي قارنت بين ثنائيي اللغة وأحاديي اللغة الناطقين للغة الإنجليزية وعلى الرغم من عدم وجود اختلاف في الدقة بين المجموعتين فقد كان معدل الاستجابة أبطأ بوضوح عند ثنائيي اللغة في المهام التي تتضمن على زمن استجابة للتعرف على قائمة الكلمات المجردة ومهام القرار المعجمي، بالنسبة لهاتين المهمتين كانت العمليات الخاصة بلغة معينة والبيانات المدارة أكثر شيوعا، أي أن المهام كانت تدار بواسطة اللغة المهيمنة والبيانات (الكلمات المستخدمة في المهمة). اختلفت الدراسة عن الأبحاث السابقة في وجود توازن أكبر في معرفة اللغة المهيمنة وبحسب فرضية ماقيستي عام 1980 التي تقترح أن الألفة المتفاوتة مع اللغة المهيمنة قد تكون سببا محتملا لعيوب ثنائية اللغة. ولقد أوضحوا أنه بالنسبة لثنائيي اللغة قد يكون السبب في أن اكتساب اللغة الثانية واستخدامها يعني وجود وقت أقل لمعالجة اللغة الإنجليزية مقارنة بالمشاركين أحاديي اللغة في الدراسة.
ومع ذلك أشارت الدلائل المأخوذة من دراسة بحثية إلى أن ثنائيي اللغة يتمتعون بزمن رد فعل أسرع في معظم مهام العمل على الذاكرة بينما تؤكد العديد من الأبحاث أن الأطفال أحاديي اللغة يتفوقون على الأطفال ثنائيي اللغة ولكن الأبحاث الأخرى تؤكد على عكس ذلك. حيث تُظهر الأبحاث التي أجراها بياليستوك وآخرون كما ورد في تقرير كابا وكولمبو (عام 2013، صفحة 233) أن أداء الأفراد ثنائيي اللغة كان أفضل من الأفراد أحاديي اللغة في مجموعة واسعة من الاختبارات المعرفية مما يدل على مميزات التحكم المعرفي. يُستخدم مفهومان مختلفان لقياس التحكم الانتباهي ألا وهما تثبيط الانتباه ومراقبة الانتباه وفيما يتعلق بالتحكم في الاهتمام أظهر المتعلمون ثنائيي اللغة في وقت مبكر ميزة أكبر مقارنة بالمتحدثين أحاديي اللغة ثنائيي اللغة المتأخرون. ومن حيث الأداء الكلي على الانتباه فقد كان أداء المجموعات الثلاث متساويا ولكن عندما تم التحكم في متغيرات العمر والقدرة اللفظية كان هناك اختلاف في وقت ردة الفعل حيث كان وقت ردة فعل الأطفال ثنائيي اللغة مبكرًا وأسرع بكثير من الأطفال أحاديي اللغة وأسرع قليلا فقط من الأطفال ثنائيي اللغة المتأخرون (كابا وكولمبو، 2013). كما أظهر المتعلمون ثنائيي اللغة ببساطة أنهم استجابوا بكفاءة أكبر للمهمة الحالية. توضح نتائج هذه الدراسة المميزات التي يتمتع بها الأطفال ثنائيي اللغة من خلال التحكم الانتباهي، وهذا على الأرجح لأن الأطفال ثنائيي اللغة معتادون على موازنة أكثر من لغة في الوقت المناسب وبالتالي فقد اعتادوا على التركيز على أي لغة ضرورية في وقت معين ومن خلال إدراك اللغة التي يستخدمونها باستمرار والقدرة على التبديل بين اللغات بنجاح فمن المنطقي أن يكون الأطفال ثنائيي اللغة أفضل في توجيه انتباههم وتركيزهم.

### التطور المعرفي الشفهي وغير الشفهي
استعرضت دراسة أجرتها جامعة يورك عام 2012 ونُشرت في صحيفة تنمية الطفل آثار تطور لغة الطفل الشفهية وغير الشفهية، والمطابقة بين أحادية اللغة وثنائية اللغة في لغة معينة، حيث قارن الباحثون بين حوالي 100 طفل أحاديي اللغة وثنائيي اللغة بعمر 6 سنوات حيث كانت المقارنة (لأحاديي اللغة بالإنجليزية ولثنائيي اللغة بالإنجليزية والماندرين وأيضا باللغتين الفرنسية والإنجليزية لثنائيي اللغة إضافة إلى الإسبانية والإنجليزية لثنائيي اللغة كذلك) لاختبار تطورهم المعرفي في التواصل الشفهي وغير الشفهي. أخذ البحث في الاعتبار عوامل مثل تشابه اللغة والخلفية الثقافية وتجربة التعليم، حيث يأتي معظم هؤلاء الطلاب من مدارس عامة من مختلف المناطق مع خلفيات اجتماعية واقتصادية متشابهة.
أظهرت النتائج أن الأطفال متعددي اللغات في مرحلة الطفولة المبكرة يختلفون اختلافا تاما عن بعضهم البعض في لغتهم وتنمية مهاراتهم المعرفية. وأيضا عند مقارنتهم بالأطفال أحاديي اللغة يكون الأطفال متعددي اللغات أبطأ في بناء مفرداتهم في كل لغة ومع ذلك فإن تطورهم اللغوي سمح لهم بفهم بنية اللغة بشكل أفضل فقد كان أدائهم أفضل أيضا في اختبارات التحكم غير الشفهية. وقد أشار اختبار التحكم غير الشفهي إلى القدرة على التركيز ومن ثم تحويل انتباههم عند تلقي التعليمات.

## أسباب الثبات

### مبدأ التقارب
وفقًا لمبدأ التقارب فإن أسلوب اللغة يميل إلى التغيير إلى أسلوب الأشخاص المحبوبين والمحترمين من قبل الناس، فالمحادثات التي يتحدث بها أحد الأطراف بلغة مختلفة عن الأشخاص الآخرين يصعب الحفاظ عليها ولها ألفة أقل وبالتالي عادة ما يتم تكييف الكلام واستيعابه ليكون ملائم مع عدم وجود سوء فهم وصراع للحفاظ على الألفة. في الزيجات المختلطة يميل أحد الشركاء إلى أن يصبح أحادي اللغة وهو ما ينطبق أيضا على الأطفال.

### هيمنة اللغة الإنجليزية
ساهمت سيطرة اللغة الإنجليزية في العديد من القطاعات مثل: التجارة العالمية والتكنولوجيا والعلوم في جعل المجتمعات الناطقة بالإنجليزية لأن يكونوا أحاديي اللغة باستمرار حيث انه لا يوجد حاجة لتعلمهم لغة ثانية إذ أن بإمكانهم أن يقوموا بجميع المعاملات بلغتهم الأم، وهذا هو الحال خاصة بالنسبة للناطقين باللغة الإنجليزية في الولايات المتحدة وتحديدا في الولايات المتحدة الشمالية ومعظم الولايات المتحدة الجنوبية حيث أن الاتصال اليومي عادة ما يكون محدودًا باللغات الأخرى مثل الإسبانية والفرنسية. تزيد مساحة البلاد الكبيرة والمناطق الأكثر كثافة بالسكان من المناطق الكبيرة ذات السكان غير الناطقين بالإنجليزية مثل المكسيك وكيبك مما يزيد من العوائق الجغرافية والاقتصادية أمام السفر إلى الخارج. ومع ذلك فإن متطلبات جميع أطفال المدارس لتعلم لغة أجنبية في بعض البلدان والمناطق الناطقة باللغة الإنجليزية تعمل ضد هذا النظام إلى حد ما وعلى الرغم من أن البلد مترابط اقتصاديا مع شركاء تجاريين مثل الصين والشركات الأمريكية وفروع الشركات الأمريكية ذات التأثير الكبير للشركات الأجنبية فهي تتوسط وتتحكم في اتصال معظم المواطنين بمنتجات معظم الدول الأخرى. هناك نكتة شائعة تقول: «ماذا تطلق على شخص يتحدث ثلاث لغات؟ ثلاثي اللغة وماذا تطلق على شخص يتحدث لغتين؟ ثنائي اللغة وماذا تطلق على شخص يتحدث لغة واحدة؟ أمريكي».
هنالك ضغط متزايد أيضا على المهاجرين ثنائيي اللغة للتخلي عن لغتهم الأم والتحدث بلغة البلد المضيف ونتيجة لذلك على الرغم من وجود مهاجرين من طائفة واسعة من الجنسيات والثقافات إلا أن اللغة الرئيسية المستخدمة في البلاد لا تمثلهم. [بحاجة لمصدر]

## التكاليف
كتب سنو وهاكوتا أنه عند تحليل التكلفة والفائدة عادة ما يكون اختيار اللغة الإنجليزية كلغة رسمية ووطنية بتكلفة إضافية على المجتمع وهذا بسبب أن البديل عن تعدد اللغات له فوائده الخاصة به.

### التعليم
تخصص بعض من ميزانية التعليم للتدريب على اللغة الأجنبية ولكن طلاقة طلاب اللغة الأجنبية أقل من طلاقة الذين تعلموها في المنزل.

### الاقتصاد
قد تتعثر التجارة الدولية بسبب نقص الأشخاص المؤهلين للغات الأخرى.

### الأمن القومي
يجب أن يُنفق المال لتدريب عمال الخدمة الأجانب على اللغات الأجنبية.

### الوقت والجهد
عند المقارنة في الحفاظ على اللغة التي يتم تعلمها في المنزل واللغة التي يتم تعلمها في المدرسة سنجد أن اللغة التي يتم تعلمها في المدرسة بحاجة إلى مزيد من الوقت والجهد والعمل الجاد.

### فرص عمل
يؤكد كيركباتريك أن أحاديي اللغة خاسرين أمام ثنائي اللغة في سوق العمل الدولي.

## في وسائل الإعلام
يناقش لورنس سمرز في مقال نشرته صحيفة نيويورك تايمز  عن كيفية الاستعداد للتقدم المستقبلي لأمريكا، كما أنه تساءل عن أهمية تعلم اللغات الأجنبية وضرورتها مشيرا أن «ظهور اللغة الإنجليزية كلغة عالمية بجانب التقدم السريع في الترجمة الآلية وتكسر اللغات المنطوقة في جميع أنحاء العالم مما يجعل من الواضح أن الاستثمار الكبير ضروري للتحدث بلغة أجنبية جديرة بالاهتمام عالميا».
اختلف الآخرين مع وجهة نظر سمرز، وبعد أسبوع استضافت صحيفة نيويورك تايمز نقاشا بين ستة محاورين حيث كان جميعهم في مجال تعلم اللغات الأجنبية وأشاروا إلى الفوائد والمزايا والمشهد العالمي المتغير.

## روابط خارجية
- أحادية اللغة واليهودية بقلم خوسيه فور، مقارنة بين أحادية اللغة اليونانية وثقافة العبرانيين متعددة اللغات